# حورة العليا (نهم)

تعديل مصدري - تعديل

حورة العليا هي إحدى قرى عزلة عيال صياد بمديرية نهم التابعة لمحافظة صنعاء، بلغ تعداد سكانها 143 نسمة حسب تعداد اليمن لعام 2004.